# Am Krögel
Am Krögel ist eine im Jahr 2000 angelegte, 150 Meter lange Privatstraße auf dem Gelände der Berliner Wasserbetriebe im Berliner Ortsteil Mitte des gleichnamigen Bezirks im Bereich des mittelalterlichen Stadtkerns. Der Name nimmt Bezug auf die mittelalterliche, 120 Meter lange Straße Am Krögel, die bis 1937 existierte.

## Lage und Verlauf
Die neu gestaltete Straße Am Krögel beginnt an der Stralauer Straße nach Süden verlaufend und knickt nach Osten ab bis zur Einmündung in die Neuen Jüdenstraße. Die Straße hat eine wechselseitige Hausnummerierung, die allerdings nur bis zur Hausnummer 3 reicht.
Die ursprüngliche Straße Am Krögel begann etwa 50 Meter weiter westlich am Molkenmarkt und führte nach Süden zum Spreeufer.

## Namensgebung
Sprachlich stammt das Wort Krögel von niederdeutsch ‚krouwel‘ ab, was meist für Wasserläufe verwendet wurde und so viel wie gebogen heißt. So wurde ein Verbindungskanal von der Spree zum Molkenmarkt genannt, in dessen Verlauf nach dem Zuschütten die Gasse Am Krögel angelegt wurde. Auf Schmettaus Stadtplan von 1764 wird der durch den Mühlendamm aufgestaute Spreekessel als Krögel bezeichnet. Die Straße Am Krögel wurde im frühen 19. Jahrhundert nur Krögel genannt, davor hieß sie Krögelgasse. Straße und die östlich angrenzende Bebauung Am Krögel 1 wurden zusammenfassend meist als Der Krögel bezeichnet.

## Geschichte

### Mittelalter bis 19. Jahrhundert
Der Wasserlauf diente als Anlegestelle für Lastkähne. Die Berliner bezeichneten mit Krewel oder Krögel auch den am Ufer von der Stadt Berlin errichteten Handelshof. Im Laufe der Jahrhunderte wurde die Bucht schrittweise zugeschüttet und mit Wohn- und Lagerhäusern überbaut, die nur noch eine schmale Gasse zur Spree hin frei ließen, woher die Berliner ihr Wasser holten. Zu Beginn des 20. Jahrhunderts wies die Straße Am Krögel einen verwinkelten Gebäudekomplex auf, bestehend aus zwei langgestreckten Seitenflügeln und zwei kurzen Querhäusern, in denen viele Handwerkerfamilien wohnten.
Die mittelalterliche Bebauung wurde von Fotografen wie Heinrich Zille, Waldemar Titzenthaler und Friedrich Albert Schwartz vielfach dokumentiert.

### Seit dem 20. Jahrhundert
Im Jahr 1935 fiel der Krögel komplett dem Neubau der Reichsmünze zum Opfer. Der Krögel mit seiner alten engen und unhygienischen Bebauung galt bis dahin gemeinhin als Sinnbild für die vielfach menschenunwürdigen Wohnungsverhältnisse Berlins.
In der Werkstatt des Tischlermeisters Franz Wolff befand sich bis zu dessen Tod 1920 ein kleines Krögel-Museum mit alten Bildern und Möbeln und weiterem Hausrat. Kurt Pomplun erzählt von der Sonnenuhr im Krögel mit den mahnenden Buchstaben „M[ors] C[erta], H[ora] I[ncerta]“ (‚Der Tod ist sicher, die Stunde ist ungewiss‘), die der Berliner Volksmund übersetzt hätte mit „Diese Uhr geht todsicher nicht richtig“ (vergleiche auch Küchenlatein).
Bei der Errichtung der Hauptverwaltung der Berliner Wasserbetriebe wurde der historische Name auf die Erschließungsstraße auf dem Betriebsgelände übertragen. Seit dem 25. August 2000 gibt es wieder eine Straße Am Krögel, wenn auch in veränderter Lage.

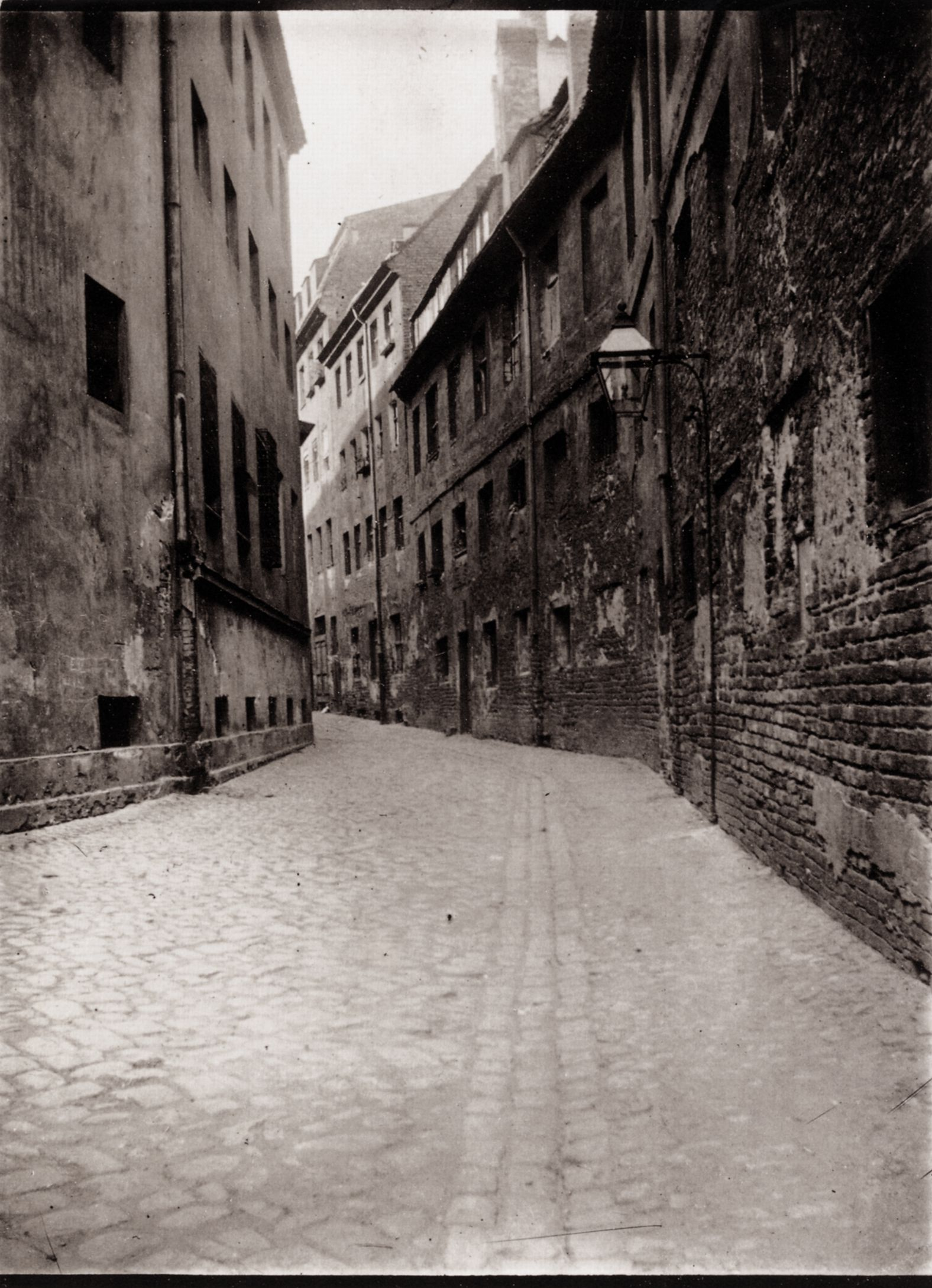
Am Krögel
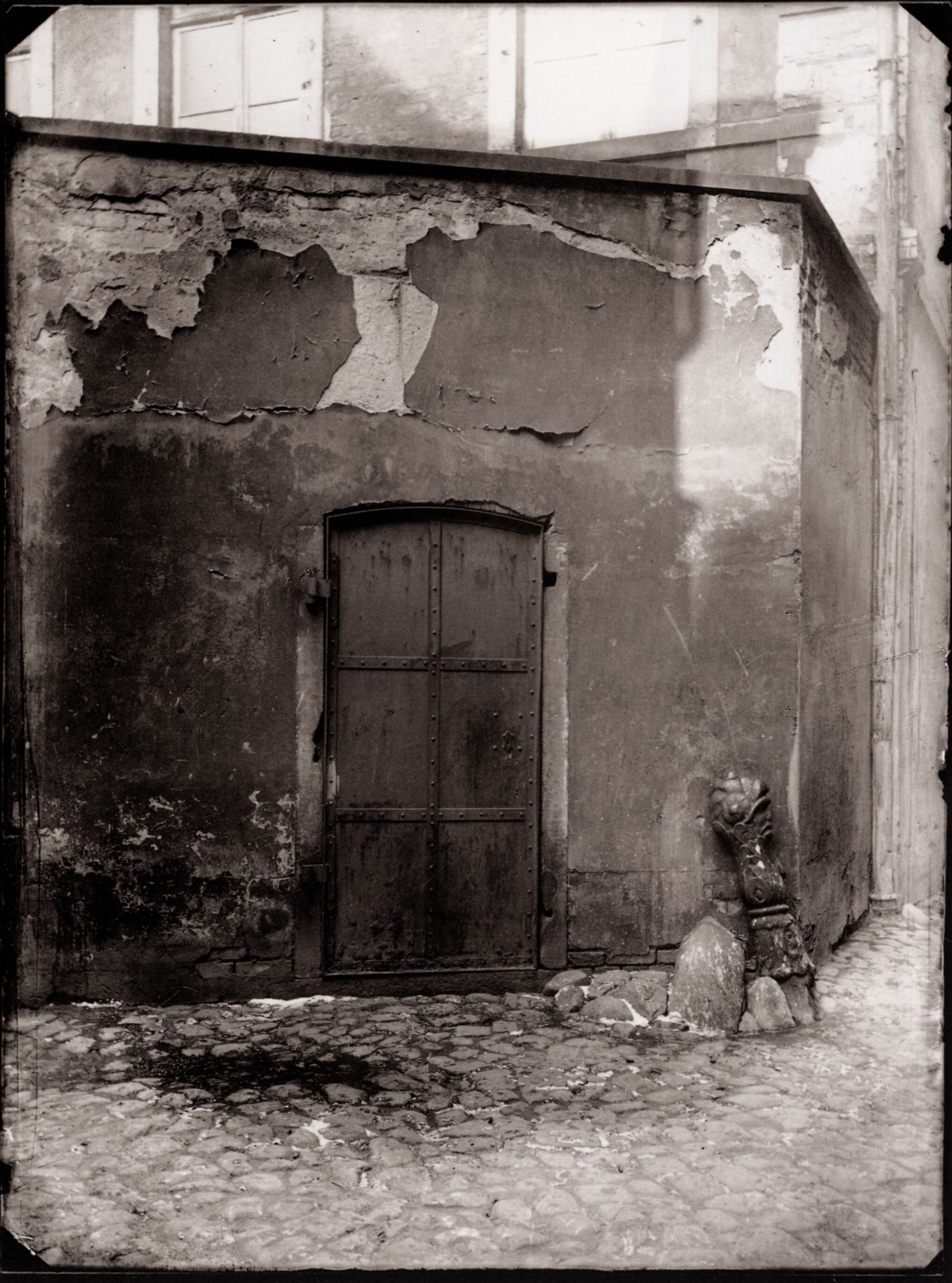
Am Krögel, Blick zur Rückseite des Palais Schwerin
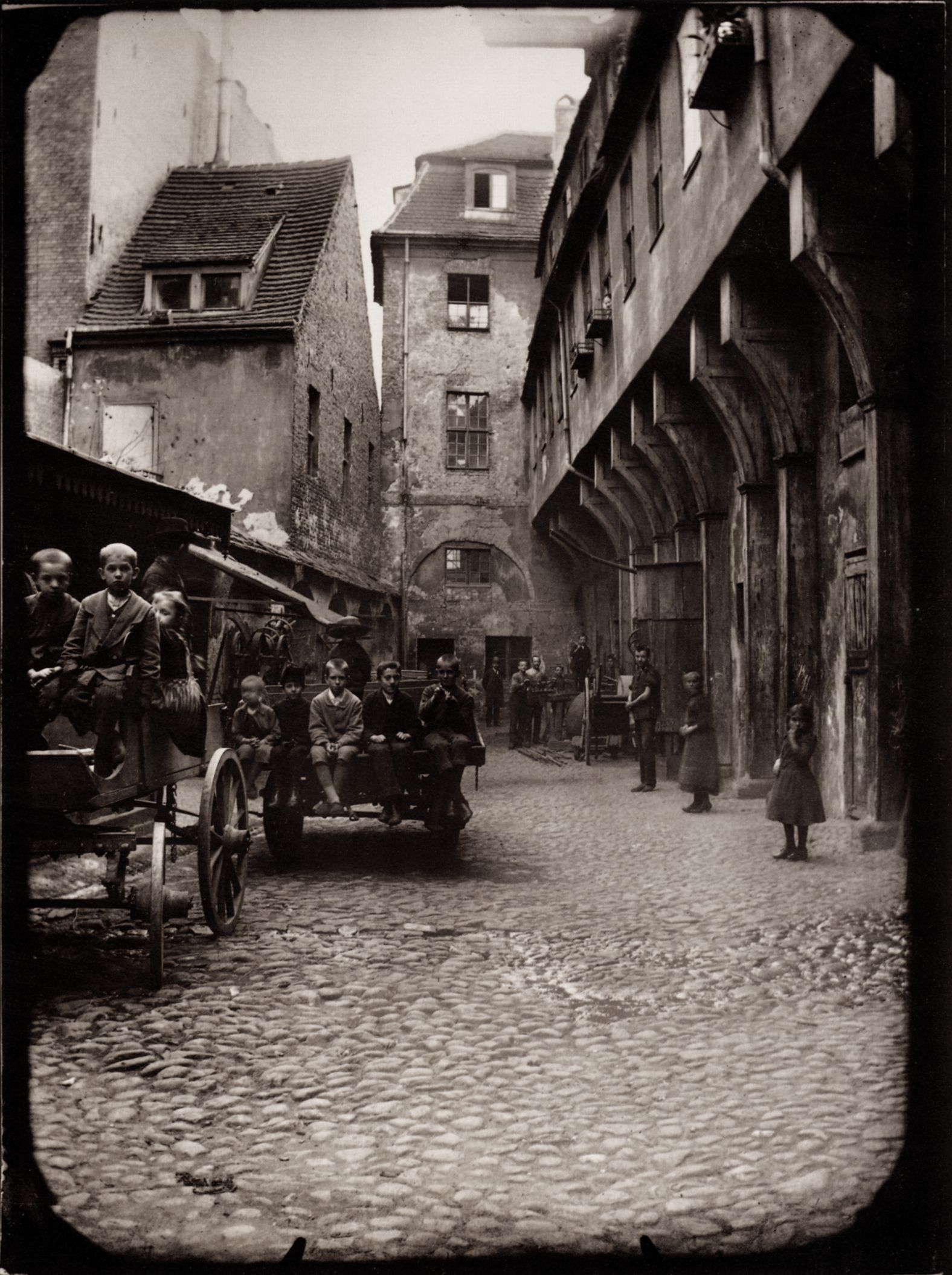
Großer Krögelhof
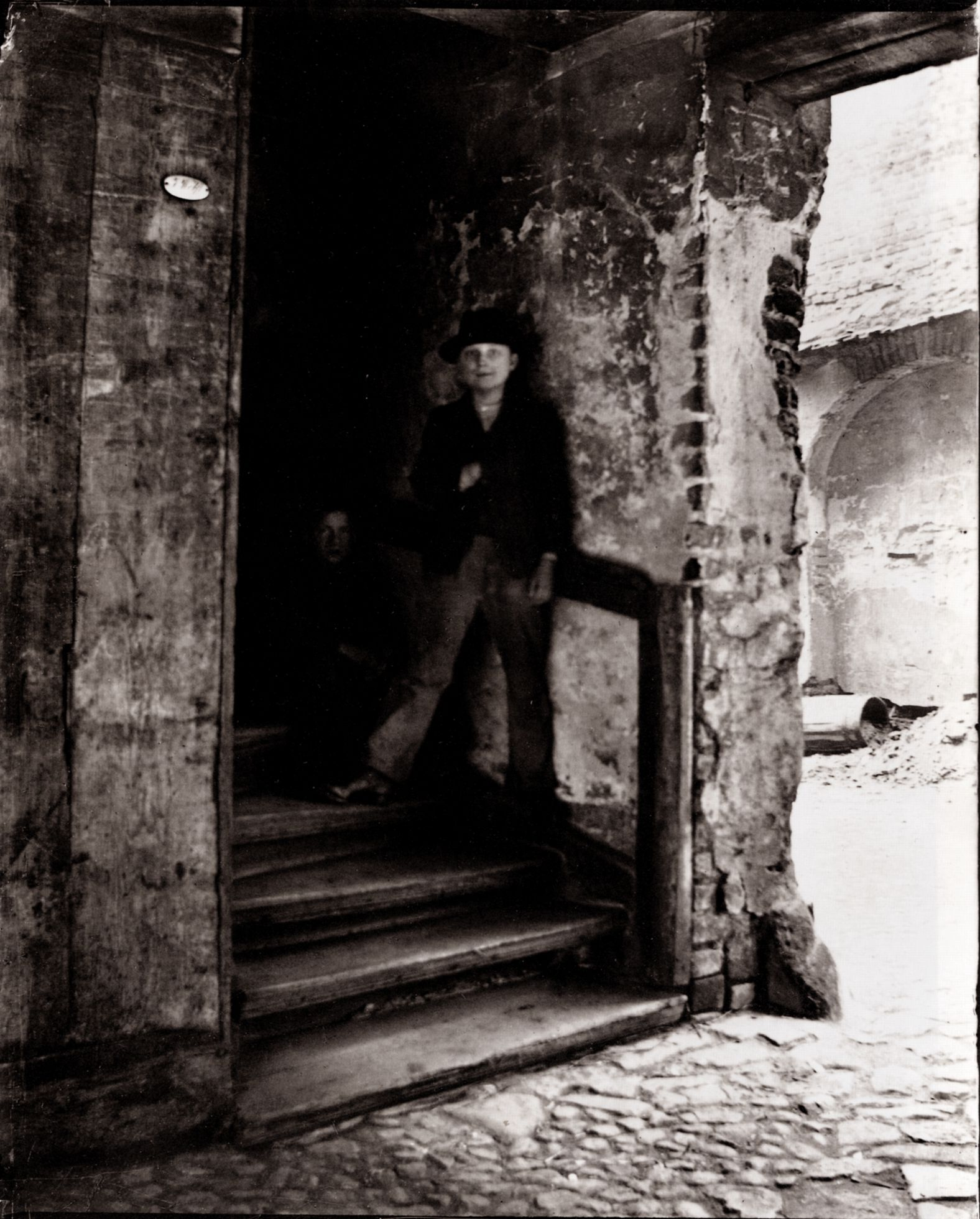
Hauseingang am Krögelhof
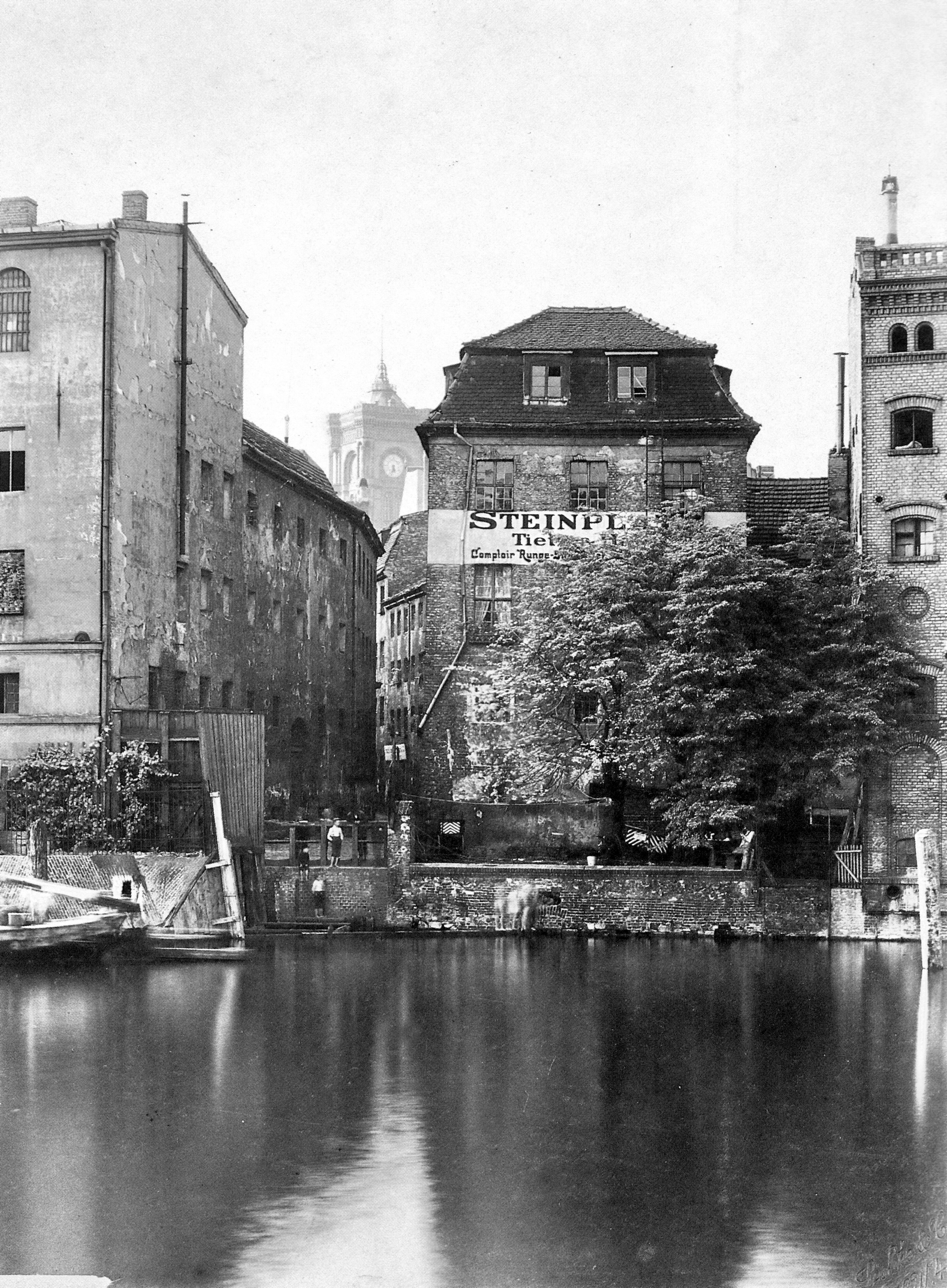
Blick über die Spree auf die Gasse Am Krögel